# Ischnomesus wolffi
Ischnomesus wolffi är en kräftdjursart som beskrevs av Menzies1962. Ischnomesus wolffi ingår i släktet Ischnomesus och familjen Ischnomesidae. Inga underarter finns listade i Catalogue of Life.